# Natsume Sōseki
Natsume Sōseki est un nom japonais traditionnel ; le nom de famille (ou le nom d'école) précède donc le prénom (ou le nom d'artiste).
Œuvres principales
- Je suis un chat (1905)
- Botchan (1906)
- Oreiller d'herbes (ja) (1906)

Natsume Sōseki (夏目 漱石, 9 février 1867 à Edo - 9 décembre 1916 à Tokyo) est un auteur japonais de romans et de nouvelles, représentatif de la transition du Japon vers la modernité, pendant l'ère Meiji.

## Biographie
Natsume Kinnosuke (夏目 金之助) est né le 9 février 1867 dans le quartier d'Ushigome à Edo (aujourd'hui Tokyo) dans l'arrondissement actuel de Shinjuku. Sa naissance précède d'un an le début de l'ère Meiji (1868-1912), une modernisation du Japon. Il est un enfant non désiré pour sa mère alors âgée de 40 ans et pour son père de 53 ans. Ces derniers ayant déjà cinq enfants, Sōseki est confié à l'âge de deux ans à un couple de serviteurs, Shiobara Masanosuke et sa femme. Il restera avec eux jusqu'à leur divorce, alors qu'il est âgé de neuf ans. À son retour dans sa famille, il est bien accueilli par sa mère mais rejeté par son père. Sa mère meurt en 1881, alors qu'il est âgé de 14 ans, tout comme ses deux frères ainés en 1887.
Il prendra comme nom de plume, en 1888 « Sōseki » (littéralement : « se rincer la bouche avec une pierre »). Il s'agit des deux premiers caractères d'une expression chinoise des Anecdotes contemporaines et nouveaux propos de Liu Yiqing : shù shí zhěn liú (漱石枕流, en japonais : sōsekichinryū) signifiant littéralement : « Se rincer la bouche avec une pierre et faire de la rivière son oreiller. » Selon l'anecdote, il s'agissait d'une erreur de Sun Zijing, qui, en parlant avec Wang Wuzi, avait inversé deux caractères de la phrase « prendre une pierre pour oreiller et se rincer la bouche avec l'eau de la rivière » (枕石漱流). Wang Wuzi, voyant l'erreur, lui demanda comment on pouvait se rincer la bouche avec une pierre et faire de la rivière son oreiller, et Sun Zijing lui répondit « si quelqu'un veut faire de la rivière son oreiller, c'est qu'il veut se laver les oreilles, et s'il veut se rincer la bouche avec une pierre, c'est qu'il veut se brosser les dents ». Le sens de cette expression a donc évolué jusqu'à signifier quelqu'un d'obstiné, qui refuse de reconnaître ses erreurs, quitte à inventer des arguments tirés par les cheveux.
Au collège, il se passionne pour la littérature chinoise et se destine à l'écriture. Mais quand il entre à l'université de Tokyo en septembre 1884, il est obligé de commencer des études d'architecture et étudie en même temps l'anglais.
En 1887, il rencontre Masaoka Shiki qui le pousse à écrire et l'initie à la composition des haïkus. En 1890, il entre au département d'anglais de l'université de Tokyo et obtient son diplôme en 1893. Au cours de ses études, il écrit plusieurs articles, notamment sur les poètes anglais et sur le roman Tristram Shandy, de Laurence Sterne. Il commence à enseigner en 1893.
En 1895, il est nommé professeur à Matsuyama et son expérience donnera lieu dix ans plus tard à l'écriture de Botchan, puis en 1896 il part habiter et enseigner à Kumamoto (Kyûshû), où il restera quatre ans.
Le gouvernement japonais l'envoie étudier en Angleterre, d'octobre 1900 à janvier 1903. Mais il manque d'argent et passe beaucoup de temps enfermé et plongé dans des livres. De cette confrontation avec l'Occident, Sōseki laisse des textes très variés qui relatent son expérience londonienne ; certains sont empreints de rêveries historiques, d'autres particulièrement cocasses.
À son retour, il se voit confier la tâche de succéder au prestigieux Lafcadio Hearn comme lecteur de littérature anglaise à l'université de Tokyo, poste qu'il va abandonner pour se consacrer entièrement à l'écriture à partir de 1907, grâce à un contrat avec un grand journal de Tōkyō, Asahi Shinbun, pour lequel il rédige de nombreux ouvrages. C'est d'ailleurs par le biais de ce même journal qu'il aidera par la suite un de ses élèves, Kansuke Naka, à publier son premier roman intitulé Gin no saji (« La cuillère en argent ») entre 1911 et 1913.
Son premier livre, Je suis un chat, paraît en 1905. C'est une vision ironique, à travers les yeux naïfs d'un chat vivant chez un professeur d'anglais désabusé, du Japon de son temps. Cette œuvre devient vite un grand succès, de même que Botchan l'année suivante.
Le second voyage, d'agrément celui-là, le mène en Mandchourie, sous domination japonaise à l'époque, puis en Corée, également sous domination japonaise (protectorat), de septembre à octobre 1909. Invité par l'un de ses meilleurs amis occupant un poste-clef dans l'administration coloniale, il parcourt le pays avec intérêt.
De 1908 à 1910, il écrit la trilogie Sanshirô, Sorekara (Et puis), Mon (La porte).
À partir de 45 ans, la santé de Sōseki se dégrade rapidement. Il sort avec difficulté de chez lui. Il se rapproche des pratiques religieuses, nommées sokutenkyoshi (則天去私), de détachement de soi. Malgré sa maladie, il continue d'écrire romans et nouvelles ; sa souffrance se ressent dans ses écrits, à caractère souvent autobiographique, à l'image de Choses dont je me souviens.
Il meurt d'un ulcère à l'estomac le 9 décembre 1916, laissant un dernier roman Meian (Clair-Obscur) d'une ampleur exceptionnelle, inachevé.

## Liste des œuvres traduites en français
- 1889 : Copeaux de bois (Bokusetsuroku - 木屑録 : récit de voyage rédigé en kanbun), traduit par Jean-Pierre Liogier dans Hyôtô - 氷頭 no 3 (p. 1-20), 1984

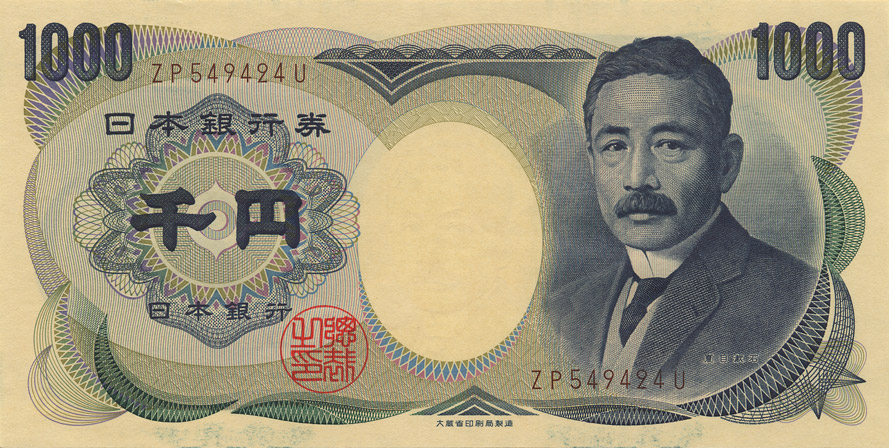
Portrait de Sōseki Natsume sur un billet de 1000 yens

- 1905 : Je suis un chat (Wagahai wa neko de aru - 吾輩は猫である), traduit par Jean Cholley, Paris, Gallimard, coll. « Connaissance de l’Orient », 1978 (réédition 1986 et 1994)
- 1905-1906 : Échos illusoires du luth (Koto no sorane - 琴のそら音), suivi du Goût en héritage (Shumi no iden - 趣味の遺伝), traduit par Hélène Morita, Paris, Editions du Rocher/Le Serpent à plumes, 2008 ; réédition, Paris, Le Serpent à plumes, coll. « Ecdysiaste » no 2, 2018 ; réédition, Paris, Cambourakis, 2021
- 1906 : Botchan (坊っちゃん), traduit par N. Ogata, Maruzen, 1923 ; nouvelle traduction par Hélène Morita, Paris, Le Serpent à plumes, 1993 ; réédition, Paris, Le Rocher/Le Serpent à plumes, coll. « Motifs » no 38, 1996 ; réédition, Monaco, Éditions du Rocher, coll. « Motifs » no 38, 2012. Nouvelle traduction sous le titre Petit Maître, par René de Ceccatty, Paris, Points, coll. « Signatures », 2022
- 1906 : Oreiller d'herbes (Kusamakura - 草枕), traduit par René de Ceccatty et Ryôji Nakamura, Paris, Rivages, coll. « Littérature étrangère », 1987 ; Paris, Rivages, coll. « Rivages poche. Bibliothèque étrangère » no 2, 1989 (réédition 1995) ; Paris, Payot & Rivages, coll. « Rivages poche » no 2, 2015. Nouvelle traduction sous le titre Oreiller d'herbes ou le voyage poétique, par Elisabeth Suetsugu, Arles, Philippe Picquier, 2015 ; réédition, Arles, Picquier, coll. « Picquier poche », 2018
- 1906 : Le 210e jour (Nihyakutōka - 二百十日), traduit par René de Ceccatty et Ryôji Nakamura, Paris, Rivages, coll. « Littérature étrangère », 1990 ; réédition, Paris, Payot & Rivages, coll. « Rivages poche » no 286, 1999
- 1907 : Rafales d'automne (Nowaki - 野分), traduit par Elisabeth Suetsugu, Arles, Éditions Philippe Picquier, 2015 ; réédition, Arles, Picquier, coll. « Picquier poche », 2016
- 1907-1912 : Une journée de début d’automne, traduit par Elisabeth Suetsugu, Arles, Éditions Philippe Picquier, 2012 ; réédition, Arles, Picquier, coll. « Picquier poche », 2014
- 1907, 1911 et 1914 : Conférences sur le Japon de l'ère Meiji (1907-1914), traduit par Olivier Jamet, Hermann, 2013
- 1908 : Le Mineur (Kōfu - 坑夫), traduit par Hélène Morita en collaboration avec Shizuko Bugnard, Paris, Le Serpent à Plumes, coll. « Fiction étrangère », 2000 ; réédition, Librairie générale française, coll. « Le Livre de poche. Biblio » no 3356, 2002 ; réédition, Paris, Cambourakis, 2020
- 1908 : Dix Rêves (Yumejūya - 夢十夜), dans Anthologie de nouvelles japonaises contemporaines (Tome II), nouvelle traduite par Alain Rocher, Gallimard, 1989
- 1908 : Sanshirô (ja) (三四郎), traduit par Jean-Pierre Liogier, Arles, Éditions Philippe Picquier, 1990 (réédition 1994) ; réédition, Arles, Picquier, coll. « Picquier poche », 2014 (réédition 2020). Nouvelle traduction par Estrellita Wasserman, Paris, Gallimard, coll. « Connaissance de l’Orient. Série japonaise » no 70, 1995
- 1909 : Petits contes de printemps (Eijitsu shōhin - 永日小品), traduit par Élisabeth Suetsugu, Arles, Éditions Philippe Picquier, 1999 (réédition en 2019 avec des illustrations de Qu Lan) ; réédition, Arles, Picquier, coll. « Picquier poche », 2003
- 1909 : Et puis (Sorekara - それから), traduit par Hélène Morita avec la collaboration de Yôko Miyamoto, Paris, Le Serpent à Plumes, 2003 ; réédition, Paris, Le Serpent à plumes, coll. « Motifs » no 209, 2004
- 1910 : La Porte (Mon - 門), traduit par Raymond Martinie, Paris, Éditions Rieder, coll. « Les Prosateurs étrangers modernes », 1927 ; réédition, Paris, Éditions Sillage, 2010. Nouvelle traduction par Corinne Atlan, Paris/Arles, Éditions Le Calligraphe-Picquier, 1987 ; réédition, Arles, Picquier, coll. « Picquier poche », 1997 (réédition 2013, 2021)
- 1910-1911 : Choses dont je me souviens (Omoidasu koto nado), traduit par Élisabeth Suetsugu, Arles, Éditions Philippe Picquier, 2000 ; réédition, Arles, Picquier, coll. « Picquier poche », 2005
- 1911 : La Civilisation japonaise moderne (Gendai Nihon no Kaika - 現代日本の開化), dans Cent ans de pensée au Japon (Tome 1), Arles, Éditions Philippe Picquier, 1996
- 1911 : Haltes en Mandchourie et en Corée, précédé de Textes londoniens, traduit par Olivier Jamet et Élisabeth Suetsugu, Paris, L. Vuitton/La Quinzaine littéraire, coll. « Voyager avec... », 1997
- 1912 : À l'équinoxe et au-delà (Higansugi made - 彼岸過迄), traduit par Hélène Morita, Paris, Le Serpent à Plumes, 1995 ; réédition, Paris, Le Serpent à plumes, coll. « Motifs » no 109, 2000
- 1912 : Le Voyageur (Kōjin - 行人), traduit par René de Ceccatty et Ryôji Nakamura, Paris, Rivages, coll. « Littérature étrangère », 1991 ; Paris, Rivages, coll. « Rivages poche. Bibliothèque étrangère » no 122, 1994 (réédition 2017)
- 1914 : Le Pauvre Cœur des hommes (Kokoro - こころ), traduit par Daigaku Horiguchi et Georges Bonneau, Paris, Institut international de coopération intellectuelle, 1939 ; réédition, Paris, Gallimard, coll. « Connaissance de l’Orient », 1957 (rééditions 1987 et 1994)
- 1914 : Mon individualisme (Watashi no kojinshugi - 私の個人主義), suivi de Quelques lettres aux amis, traduit par René de Ceccatty et Ryôji Nakamura, Paris, Payot & Rivages, coll. « Rivages poche. Petite bibliothèque », 2003 (réédition 2021)
- 1915 : À travers la vitre (Garasudo no naka - 硝子戸の中), traduit par René de Ceccatty et Ryôji Nakamura, Paris, Rivages, coll. « Littérature étrangère », 1993 ; réédition, Paris, Payot & Rivages, coll. « Rivages poche. Bibliothèque étrangère » no 359, 2001
- 1915 : Les Herbes du chemin (Michikusa - 道草), traduit par Élisabeth Suetsugu, Arles, Éditions Philippe Picquier, 1992 ; Arles, Picquier, coll. « Picquier poche » no 14, 1994 (nouvelle édition revue et corrigée dans la même collection, 1999)
- 1916 : Clair-obscur (inachevé) (Meian - 明暗), traduit par René de Ceccatty et Ryôji Nakamura, Paris, Rivages, coll. « Littérature étrangère », 1989 ; réédition, Paris, Rivages, coll. « Rivages poche. Bibliothèque étrangère » no 22, 1990 (rééditions 1995, 2015)

Par ailleurs, de nombreux poèmes de Sōseki ont été édités en recueils et dans des anthologies. La liste ci-dessous est non exhaustive :
- Trois haïkus ; Méditation, dans La Poésie japonaise – Anthologie des origines à nos jours (choix et préface par Karl Petit) (p. 179-180), Paris, Seghers, 1959
- Haïkus, 135 haïkus traduits par Élisabeth Suetsugu, Paris, Philippe Picquier, 2001; Paris, Picquier poche, 2009 (A noter que 28 de ces haïkus ont été repris dans Haïkus de Sôseki à rire et à sourire, avec des illustrations de Minami Shinbô, Paris, Philippe Picquier, 2015; Paris, Picquier poche, 2017)
- Les Plus Beaux Haïku de Natsumé Sôséki, Éditions Arichi, 2010
- Loin du monde (édition bilingue français-japonais), traduit par Cheng Wingfun et Hervé Collet, Moundarren, 2012
- Poèmes (édition trilingue chinois, japonais, français), 207 poèmes traduits par Alain-Louis Colas, Paris, Le Bruit du temps, 2016

## Auteurs occidentaux
Le nom de Natsume Sōseki est fortement lié à la découverte par les Japonais de la culture occidentale. Dans ses articles et dans ses œuvres, il cite entre autres Charles Dickens, Laurence Sterne, Walt Whitman, William James, Gabriele D'Annunzio, ou encore Balzac, Mérimée et Goethe.

## Adaptations de ses œuvres au cinéma
- 1985 : Sorekara (それから?) de Yoshimitsu Morita